# Eberschwang
Eberschwang je městys v rakouské spolkové zemi Horní Rakousy, v okrese Ried.
V roce 2012 zde žilo 3 365 obyvatel.